# Беллингаузен, Карл
Карл Пауль Беллингаузен Синсер (исп. Karl Paul Bellinghausen Zínzer; 3 октября 1954 — 17 мая 2017) — мексиканский музыковед и музыкальный педагог.
Родился в немецкой семье. Его дед, Герман Беллингхаузен, приехал в Мексику из Германии в качестве личного повара диктатора Порфирио Диаса, а затем в 1915 году основал в Мехико ресторан «Беллингаузен», действующий до сих пор.
С восьмилетнего возраста учился игре на виолончели, затем учился как пианист в Национальной консерватории, где в дальнейшем преподавал историю музыки, в 2010—2012 гг. был исполняющим обязанности директора. Одновременно в 1991 году выступил одним из основателей Консерватории штата Мехико в Толуке.
Беллингаузен занимался, прежде всего, историей академической музыки в Мексике, особенно в XVIII—XIX веках. Он, в частности, опубликовал ряд сочинений Мелесио Моралеса и составил каталог его произведений, в значительной степени возродив наследие этого композитора. Опера Моралеса «Анита» (1903), так и не поставленная при жизни автора, была впервые поставлена Беллингаузеном в Национальной консерватории в 1987 году, а для нескольких постановок 2014 года Беллингаузен перевёл итальянское либретто оперы авторства Энрико Голишьяни на испанский язык. Hедактировал издание произведений Мануэля де Сумайи, посвятил исследование истории создания Национального гимна Мексики.